# 沃 (阿列省)
沃村（法語：Vaux，法語發音：[vo] ⓘ）是法国阿列省的一个市镇，位于该省西部，属于蒙吕松区。

## 地理
沃村（46°25'36"N, 2°35'50"E）面积18.1 平方千米，位于法国奥弗涅-罗讷-阿尔卑斯大区阿列省，该省份为法国中部省份，北起涅夫勒省、西北接谢尔省，西南至克勒兹省，南至多姆山省，东南临卢瓦尔省，东临索恩-卢瓦尔省。
与沃村接壤的市镇（或旧市镇、城区）包括：欧德、拉沙普洛德、多梅拉、埃斯蒂瓦雷耶、勒尼、圣维克托。
沃村的时区为UTC+01:00、UTC+02:00（夏令时）。

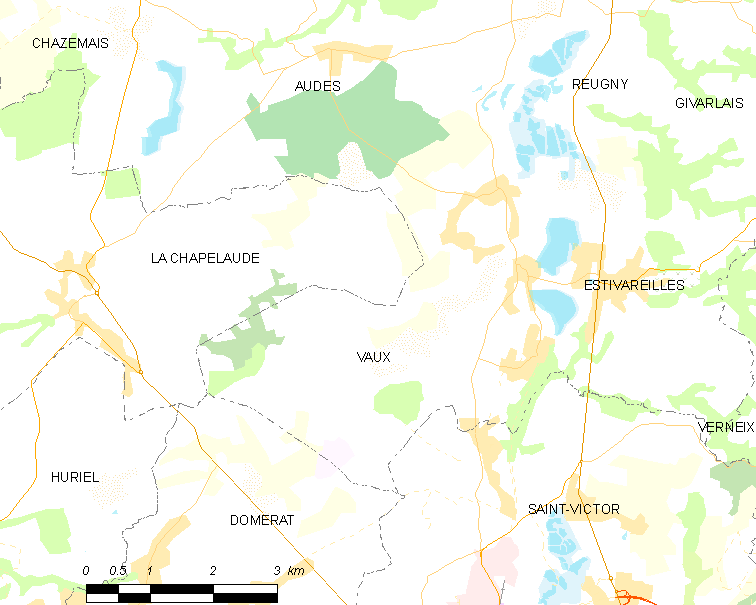
沃村的OSM定位图

## 行政
沃村的邮政编码为03190，INSEE市镇编码为03301。

## 政治
沃村所属的省级选区为蒙吕松第一县。

## 人口

1962-2008年间沃村人口变化图示

沃村于2022年1月1日时的人口数量为1164人。